# Anthrax irroratus
Anthrax irroratus är en tvåvingeart som beskrevs av Thomas Say 1823. Anthrax irroratus ingår i släktet Anthrax och familjen svävflugor. Inga underarter finns listade i Catalogue of Life.